# In the Morning
«In the Morning» (en hangul, 마.피.아. In the morning; romanización revisada, Ma.pi.a. in the Morning), también conocida como «Mafia in the Morning», es una canción del grupo surcoreano Itzy de su cuarto EP, titulado Guess Who. Fue lanzado por JYP Entertainment como el sencillo principal del álbum el 30 de abril de 2021. Fue escrito por J.Y. Park, KASS, danke, LYRE y compuesto por J.Y. Park, earattack, KASS y Lee Hae-sol.
El vídeo musical que acompaña a la canción fue dirigido por Bang Jae-yeob y publicado en el canal de YouTube de JYP Entertainment simultáneamente con el lanzamiento del sencillo.

## Antecedentes y composición
El 22 de marzo, Itzy lanzó el primer póster de su próximo álbum titulado Guess Who. Esto se publicó junto con información de pedidos anticipados y una vista previa del contenido del álbum. JYP Entertainment dijo en un comunicado que el próximo lanzamiento contará con un sonido que "será una sorpresa para sus fans". El sello agregó que el grupo "inventaría movimientos de baile poco convencionales y estilo para mostrar algo diferente esta vez".
El 12 de abril de 2021, el grupo reveló la lista de canciones del EP en las cuentas oficiales de sus redes sociales y el sitio web del grupo, revelando que «In the Morning» sería el título de su sencillo principal.

## Composición y letras
«In the Morning» fue coescrita por el fundador de JYP Entertainment, J.Y. Park, quien previamente había trabajado en dos de los sencillos exitosos del grupo, «Icy» y «Not Shy», junto a KASS, danke y LYRE, y fue compuesta por el mismo J.Y. Park junto a earattack, KASS y Lee Hae-sol. En términos de notación musical, la canción está compuesta en tono de si menor, con un tempo de 140 pulsaciones por minuto, y tiene una duración de dos minutos y cincuenta y dos segundos.
«In the Morning», concebida a partir del juego de la mafia, contiene un mensaje lleno de confianza. Es una poderosa pista de hip hop con una adictiva composición dance trap, que realza los conceptos centrales de ambigüedad y suspenso de la pista. El fascinante coro de la pista ve al grupo explorar varios estilos vocales con un sintetizador alucinante. Líricamente, la canción trata sobre robar secretamente el corazón de alguien.

## Vídeo musical
El primer adelanto del vídeo musical de «In the Morning» fue lanzado el 26 de abril. Al día siguiente, se publicó el segundo adelanto del vídeo musical para la canción principal. El 28 de abril, se publicó el tercer teaser para el sencillo principal.
El vídeo musical que acompaña a la canción, fue dirigido por Bang Jae-yeob y publicado en el canal de YouTube de JYP Entertainment simultáneamente con el lanzamiento del sencillo. En tres días, el vídeo alcanzó las cincuenta millones de visitas.

## Recepción y crítica
Para Jeff Benjamin de la revista Forbes, la canción  la describió como una pista de hip hop "siniestra" con "uno de sus sonidos más atrevidos y experimentales hasta ahora". Divyansha Dongre de la versión india de Rolling Stone señaló que la canción "ve al grupo explorar varios estilos vocales nuevos". En una revisión mixta, Sofiana Ramli de NME sintió que la pista "suena como casi todas las demás canciones orientadas al EDM que se han producido en el k-pop hoy".
Joshua Minsoo Kim de Pitchfork señaló que, aunque su debut "establece al quinteto como una nueva fuerza masiva en la industria", en la canción «In the Morning» de su álbum Guess Who, "hay un ritmo que suena a Cardi B en los versos, pero por lo demás se siente como Blackpink sin la grandeza del tamaño de un estadio".

## Reconocimientos

### Premios y nominaciones
| Año  | Evento                         | Premio                                      | Resultado | Ref.   |
| ---- | ------------------------------ | ------------------------------------------- | --------- | ------ |
| 2021 | Asian Pop Music Awards         | Top 20 Canciones del año - Extranjero       | Ganador   | [ 21 ] |
| 2021 | Circle Chart Music Awards      | Canción del año - abril                     | Nominado  | [ 22 ] |
| 2021 | MAMA Awards                    | Canción del año                             | Nominado  | [ 23 ] |
| 2021 | MAMA Awards                    | Mejor performance de baile - Grupo femenino | Nominado  | [ 23 ] |
| 2022 | Golden Disc Awards             | Canción digital (Bonsang)                   | Nominado  | [ 24 ] |
| 2022 | JOOX Thailand Top Music Awards | Canción coreana del año                     | Nominado  | [ 25 ] |

### Premios en programas de música
| Programa                  | Fecha              | Ref.   |
| ------------------------- | ------------------ | ------ |
| M! Countdown (Mnet)       | 6 de mayo de 2021  | [ 26 ] |
| M! Countdown (Mnet)       | 13 de mayo de 2021 | [ 27 ] |
| Show Champion (MBC Music) | 12 de mayo de 2021 | [ 28 ] |
| Music Bank (KBS 2TV)      | 14 de mayo de 2021 | [ 29 ] |
| Inkigayo (SBS)            | 16 de mayo de 2021 | [ 30 ] |

### Listados
| Publicación  | Lista                                              | Ranking  | Ref.   |
| ------------ | -------------------------------------------------- | -------- | ------ |
| Bugs         | Most Loved Songs 2021                              | 60.º     | [ 31 ] |
| Genius Korea | 2021 Year End Chart - Top Songs                    | 12.º     | [ 32 ] |
| Genius Korea | 2021 Year End Chart - Top K-Pop Songs              | 7.º      | [ 33 ] |
| Melon        | Top 100 Songs That Received The Most Likes In 2021 | 76.º     | [ 34 ] |
| Tidal        | Best of K-Pop 2021                                 | Incluida | [ 35 ] |

## Posicionamiento en listas
| Lista (2021)                                        | Mejor posición |
| --------------------------------------------------- | -------------- |
| Canadá (Canadian Hot 100)                           | 97             |
| Corea del Sur (Gaon Digital Chart)                  | 10             |
| Corea del Sur (Gaon Download Chart)                 | 4              |
| Corea del Sur (Gaon Streaming Chart)                | 18             |
| Corea del Sur (K-pop Hot 100)                       | 7              |
| Estados Unidos (Billboard Global 200)               | 34             |
| Estados Unidos (Billboard Global Excl. US)          | 22             |
| Estados Unidos (Billboard World Digital Song Sales) | 3              |
| Japón (Japan Hot 100)                               | 36             |
| Malasia (RIM)                                       | 8              |
| Nueva Zelanda (RMNZ)                                | 12             |
| Reino Unido (UK Indie Chart)                        | 49             |
| Singapur (RIAS)                                     | 2              |

## Historial de lanzamiento
| País  | Fecha               | Formato                       | Sello             | Ref.  |
| ----- | ------------------- | ----------------------------- | ----------------- | ----- |
| Mundo | 30 de abril de 2021 | CD Descarga digital streaming | JYP Entertainment | [ 1 ] |